# Oreille humaine
Pour un article plus général, voir Oreille.
Pour l’article homonyme, voir Oreille (homonymie).

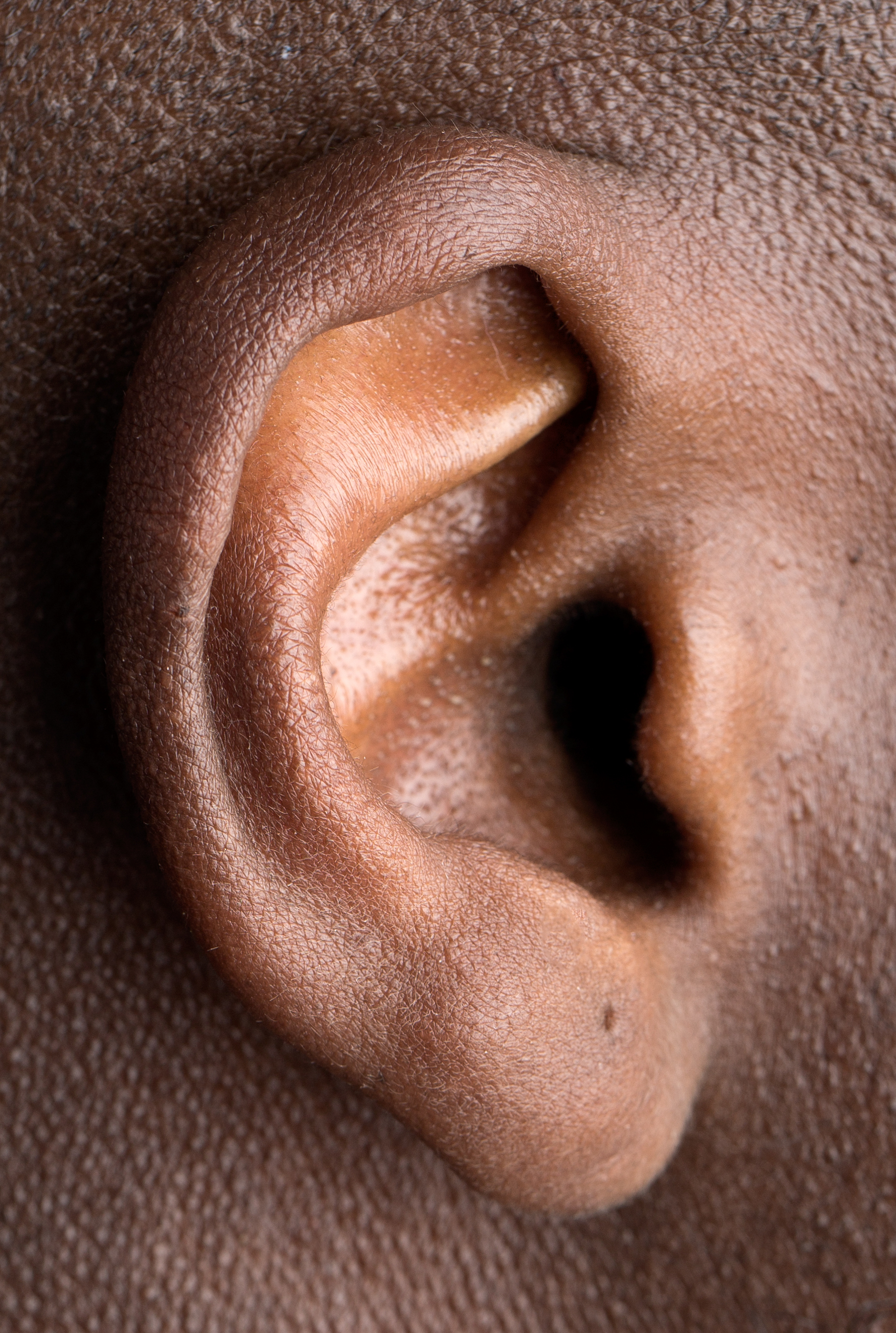
Oreille humaine droite

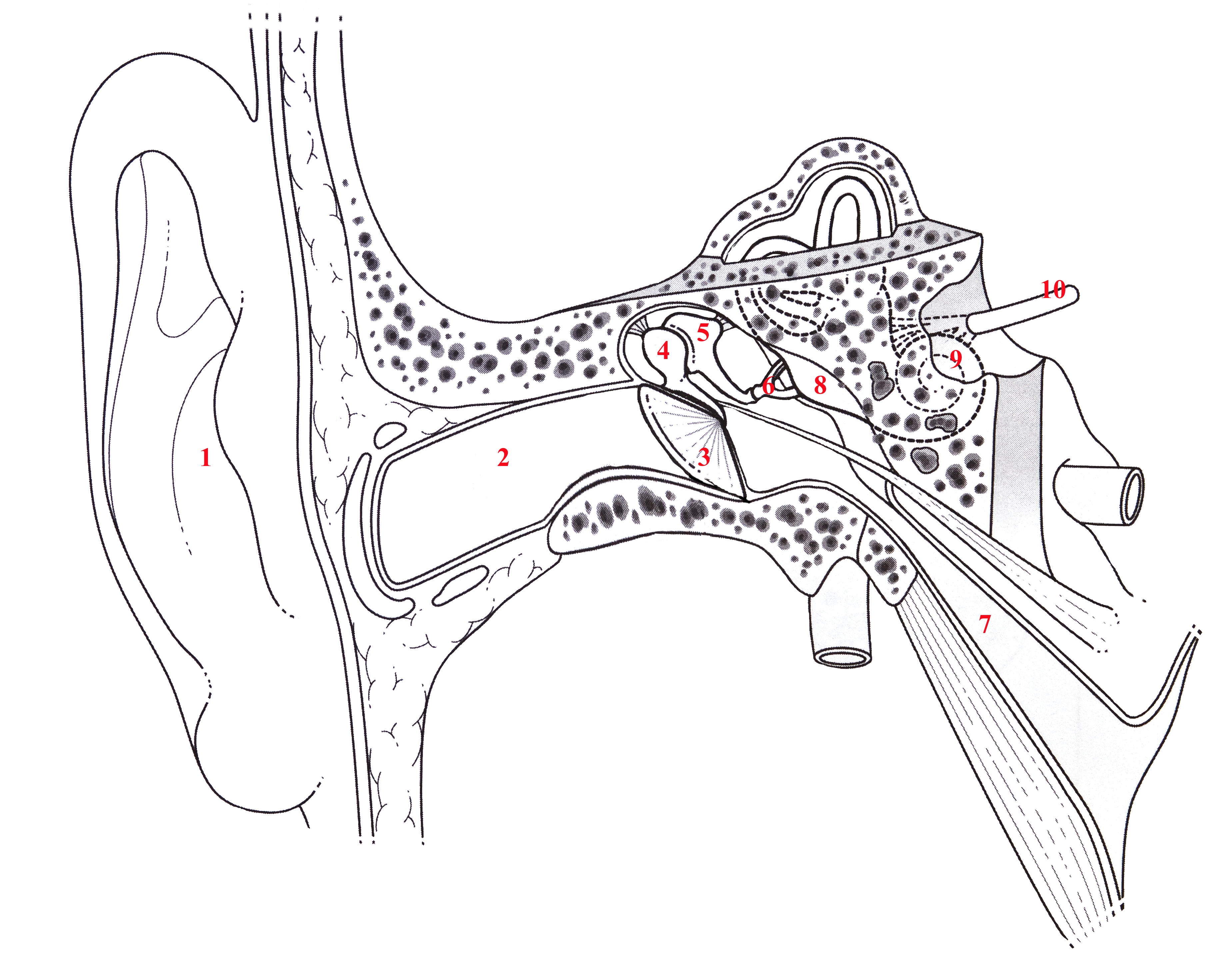
Schéma de l'oreille humaine : 1) Pavillon 2) Conduit auditif externe 3) Tympan 4) Marteau 5) Enclume 6) Étrier 7) Trompe d'Eustache 8) Oreille interne 9) Cochlée 10) Nerf auditif

L'oreille humaine est l'organe qui sert à l'être humain à capter le son. C'est donc le siège du sens de l'ouïe, mais elle joue également un rôle important dans l'équilibre. Le mot peut référer au système entier qui effectue la collection et la compréhension des sons, ou bien à la partie extérieure seulement, le pavillon de l'oreille.

## L'oreille
La plupart des mammifères, dont l'être humain, possèdent deux oreilles, une de chaque côté de la tête. Leurs principaux composants sont :
- Oreille externe
  - Pavillon et le conduit auditif externe
- Oreille moyenne
  - Tympan ; marteau; enclume ;étrier; trompe d'Eustache et la mastoïde.

- Oreille interne
  - Cochlée ; le vestibule postérieur

### L'oreille externe

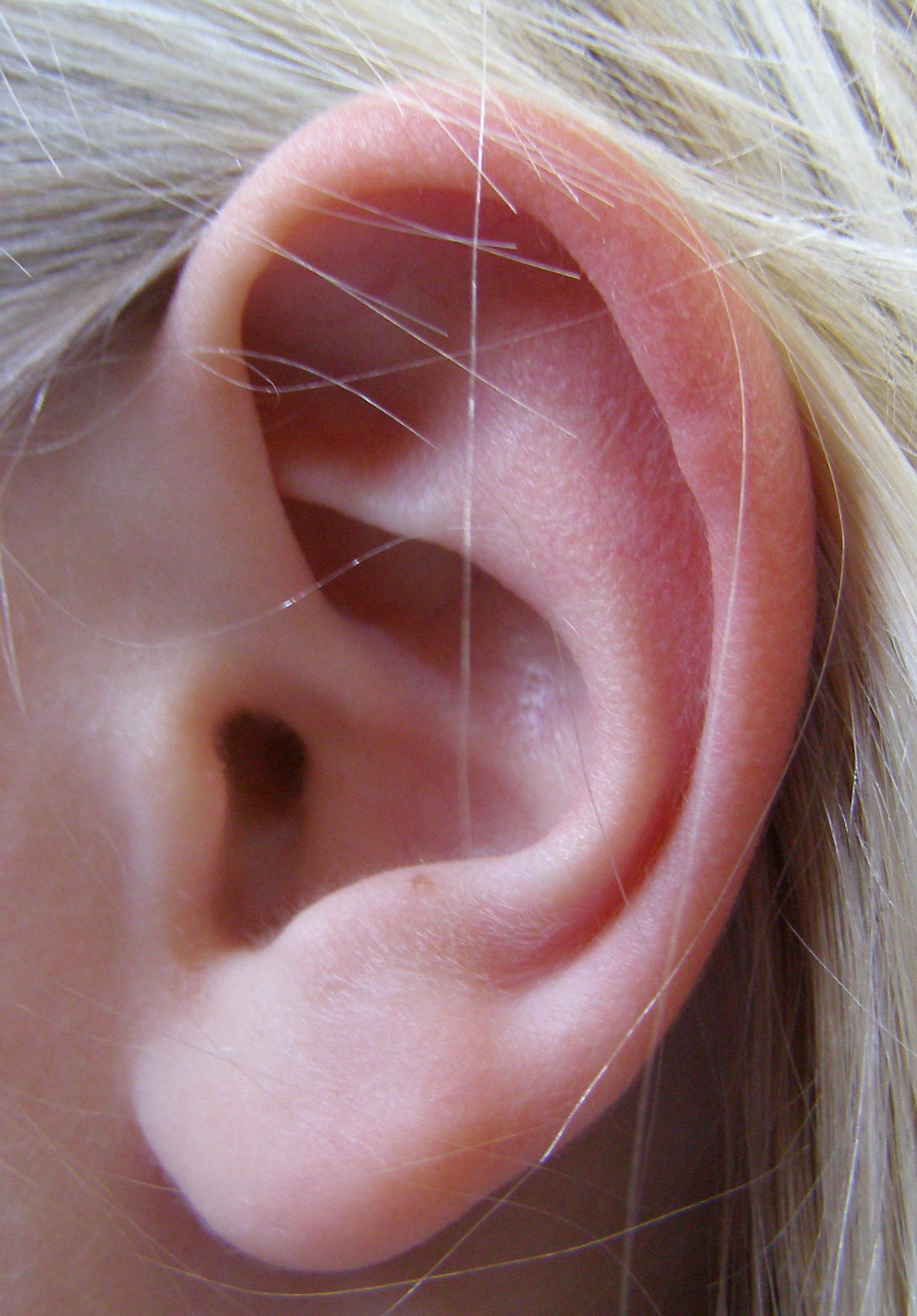
La partie la plus visible de l'oreille externe humaine est le pavillon auriculaire

L'oreille externe comprend deux segments :
- le pavillon auriculaire est une lame plissée sur elle-même en divers sens, ovalaire à grosse extrémité supérieure en ayant dans son ensemble la forme d'un pavillon de cornet acoustique. Le pavillon possède un squelette fait de cartilage élastique lui permettant de reprendre sa position normale après une déformation. À ce niveau il n'existe pas de tissu cellulaire sous-cutané. La partie inférieure du pavillon est représentée par le lobe de l'oreille dont la partie centrale est adipeuse, peu innervée et richement vascularisée ;
- le conduit auditif externe a la forme d'une corne acoustique diminuant de diamètre à mesure que l'on se rapproche vers le fond c'est-à-dire le tympan. Ses deux-tiers externes ont un squelette cartilagineux alors que son tiers interne est creusé dans l'os temporal. Cette partie interne est revêtue d'une peau dotée de nombreux pores et de glandes sébacés, ainsi que des glandes sudoripares apocrines (les glandes cérumineuses) qui fabriquent un liquide protéique et glucolipidique, pigmenté et visqueux, le cérumen.

### L'oreille moyenne
L'oreille moyenne comprend le tympan  ainsi que les osselets (la « chaîne ossiculaire »), trois très petits os. Ils s'appellent respectivement de dehors en dedans : le marteau, l'enclume, et l'étrier (qui est le plus petit os du corps humain). Ces noms proviennent de leurs formes caractéristiques. Le marteau et l'enclume forment une articulation peu flexible appelée « bloc incudo-maléaire ».
Les sons sont le résultat de vibrations de l'air dans le conduit auditif qui ont pour effet de faire vibrer le tympan. Ces vibrations seront ensuite transmises le long de la chaîne ossiculaire, puis à l'oreille interne via la fenêtre ovale.
La conception qui domine actuellement sur la propagation des vibrations dans l'oreille moyenne est celle de Khana et Tonndorf, élaborée en 1972 : schématiquement, les lignes des zones concentriques d'iso-amplitude de certaines fréquences sont parallèles au manche du marteau, avec, pour la membrane du tympan, des zones de vibration plus amples que pour ce manche.
Puisque l'oreille moyenne est creuse, un environnement de haute pression (comme l'eau) poserait le risque de crever le tympan. Pallier ce risque est la fonction des trompes d'Eustache. Descendantes évolutionnaires des ouïes respiratoires des poissons, ces trompes relient l'oreille moyenne aux fosses nasales afin d'assurer une équipression de part et d'autre du tympan.

### L'oreille interne
L'oreille interne contient non seulement l'organe de l'ouïe, mais aussi le vestibule et les canaux semi-circulaires, organe de l'équilibre, responsable de la perception de la position angulaire de la tête et de son accélération. Les mouvements de l'étrier sont transmis à la cochlée via la fenêtre ovale et le vestibule.
La cochlée est un organe creux rempli d'un liquide appelé endolymphe. Elle est tapissée de cellules ciliées - des cellules sensorielles non renouvelables coiffées de structures filamenteuses, les stéréocils. Ces cellules sont disposées le long d'une membrane (la membrane basilaire) qui vient partitionner la cochlée en deux chambres. L'ensemble des cellules ciliées et des membranes qui leur sont adjointes constitue l'organe de Corti.
La membrane basilaire et les cellules ciliées qu'elle porte sont mises en mouvement par les vibrations transmises au travers de l'oreille médiane. Le long de la cochlée, chaque cellule répond préférentiellement à une certaine fréquence, pour permettre au cerveau de différencier la hauteur des sons. Ainsi, les cellules ciliées les plus proches de la base de la cochlée (fenêtre ovale, au plus près de l'oreille médiane) répondent préférentiellement aux aigus. Celles situées en son apex (dernier tour de la cochlée) répondent au contraire aux basses fréquences.
Ce sont les cellules ciliées qui font la transduction mécanoélectrique : elles transforment un mouvement de leur cils en signal nerveux par le nerf auditif, qui va être interprété par le cerveau comme un son de la hauteur tonale correspondant au groupe de cellules excitées.
L'appareil vestibulaire postérieur se constitue de trois canaux semicirculaires, disposés orthogonalement dans les trois plans. Ils sont remplis de la même endolymphe que la cochlée. Lorsque l'oreille est soumise à un mouvement, l'inertie de ce liquide rend ce mouvement détectable par des cellules ciliées, tout à fait similaires à celles de la cochlée. La disposition des trois canaux en trois plans orthogonaux permet de détecter la position angulaire de la tête dans toutes les directions possibles.

## Maladies de l'oreille et de l'ouïe
La spécialité médico-chirurgicale s'intéressant à la pathologie de l'oreille est l'oto-rhino-laryngologie (ORL) et plus particulièrement l'otologie.
Quelques pathologies :
- Déficit auditif
  - Surdité
  - Surdité de perception
  - Presbyacousie
  - Hyperacousie
  - Traumatisme sonore
  - Barotraumatisme
  - Acouphènes
- Tumoral
  - Cholestéatome
  - Neurinome de l'acoustique
- Infectiologie
  - Infection de l'oreille
  - Otite moyenne
  - Mastoïdite
- Pavillonnaire
  - Polychondrite chronique atrophiante
  - Polychondrite récidivante
- Vertige
  - Trouble de l'équilibre
  - Labyrinthite
  - Maladie de Menière
  - Vertige paroxystique positionnel bénin
- Otospongiose

## Croissance du pavillon
Le chercheur James A. Heathcote est le premier à avoir scientifiquement établi une corrélation entre la taille du pavillon et l’âge des mâles de l’espèce humaine entre 30 et 90 ans, en sa basant sur une croissance auriculaire moyenne de 0,22 mm par an :
Taille de l’oreille (en mm) = 55.9 + 0.22 × âge 
Cette croissance expliquerait que les hommes âgés ont de grandes oreilles. Elle pourrait être due aux fibres élastiques du cartilage qui se rallongeraient en se distendant avec l’âge. L'hypothèse mettant en cause la gravité dans l'allongement de l'oreille a valu à James Heathcote le prix Ig-Nobel dans la catégorie Anatomie en 2017.